# Birk Irving
Birk Irving (Denver, 26 juli 1999) is een Amerikaanse freestyleskiër, die is gespecialiseerd op het onderdeel halfpipe.

## Carrière
Bij zijn wereldbekerdebuut, in december 2014 in Copper Mountain, scoorde Irving direct wereldbekerpunten. In december 2016 behaalde hij in Copper Mountain zijn eerste toptienklassering in een wereldbekerwedstrijd. Op de wereldkampioenschappen freestyleskiën 2017 in de Spaanse Sierra Nevada eindigde de Amerikaan als vijfde in de halfpipe.
In Park City nam Irving deel aan de wereldkampioenschappen freestyleskiën 2019. Op dit toernooi eindigde hij als dertiende in de halfpipe. Op 7 september 2019 boekte hij in Cardrona zijn eerste wereldbekerzege.

## Resultaten

### Wereldkampioenschappen
| Jaar | Plaats        | Resultaten   |
| ---- | ------------- | ------------ |
| 2017 | Sierra Nevada | 5e Halfpipe  |
| 2019 | Park City     | 13e Halfpipe |

### Wereldbeker
Eindklasseringen
| Seizoen   | Algm | HP    |
| --------- | ---- | ----- |
| 2014/2015 | 132e | 25e   |
| 2015/2016 | 125e | 20e   |
| 2016/2017 | 63e  | 11e   |
| 2017/2018 | 32e  | 5e    |
| 2018/2019 | 29e  | 6e    |
| 2019/2020 | 7e   | Brons |

Wereldbekerzeges
| Datum            | Plaats   | Onderdeel |
| ---------------- | -------- | --------- |
| 7 september 2019 | Cardrona | Halfpipe  |